# 车师
车师，也称姑师，古代中亚东部西域城郭诸国之一。都城為交河（今中国新疆吐鲁番西北）。东南通往敦煌，向南通往楼兰、鄯善，向西通往焉耆，西北通往乌孙，东北通往匈奴，是丝绸之路上的重要商站。从考古发掘上来看，車師人操印欧語系吐火羅语的一種方言。古代车师人的种族还未完全研究清楚，头骨上显示高加索人种与蒙古人种的混合特征。部分古代遗骨DNA显示，一定比例吐火罗人男性的Y染色体为单倍群R1a1a-M17。
中国自汉朝武帝时开始将势力渗入西域，车师因为位于西域东侧，受到汉朝极大压力，因此与匈奴联合，为其充当耳目，并攻劫汉朝使节。征和四年（前89年），汉朝同楼兰等国联兵围攻交河，车师投降汉朝。汉宣帝时，遣侍郎郑吉在车师境内渠犁屯田，立军宿为车师王，迁都于渠犁。元康四年（前62年），匈奴另立兜莫为王，率一部分车师国众退往博格达山北麓（今吉木萨尔一带）。自此车师分为前、后两国。
神爵二年（前60年），匈奴日逐王降汉，丧失对西域的全部影响，汉始置西域都护府，任命郑吉为都护。汉元帝初元元年（前48年），又置戊己校尉，在车师前国屯田。其后，车师前王复还交河。据统计，当时车师前国有人口六千余，兵一千八百余人；车师后国人口四千余，兵也是一千八百余人。车师前国国都交河城，车师后国国都务涂谷。戊己校尉在高昌壁的驻地称车师都尉国，戊部候城的驻地（今奇台）称车师后城长国。
王莽建立新朝以后，屡屡欺压车师前、后王，车师被迫重新依附匈奴。汉光武帝建武二十一年（45年），车师前、后王与鄯善等国联名遣王子入侍，请复置西域都护，被拒绝。其后车师连续兼并邻近小国，称车师六国。汉明帝年间，车师前部有人口四千余，兵两千人；后部人口一万五千余，兵三千余人，成为西域东部霸主。
永平十七年（74年），窦固等出击车师，前、后王俱降，汉朝遂重设戊己校尉，分屯车师前、后国。不久，北匈奴围攻汉朝屯田军队。汉章帝建初元年（76年），汉放弃车师。汉和帝永元二年（90年），窦宪击破北匈奴，车师前、后王重新服从汉朝。永元八年（96年），车师后王击破前王，次年，汉朝派兵斩车师后王。
汉安帝永初元年（107年），汉朝再度放弃西域。元初六年（119年），汉敦煌太守派索班屯驻伊吾，车师前王复降汉。永宁元年（120年），车师后王引北匈奴攻杀索班，击走前王。延光三年（124年），汉西域长史班勇击败北匈奴，次年，班勇进击车师后国，斩其王军就，再次年立加特奴为后王。汉顺帝永和二年（137年），敦煌太守裴岑出伊吾攻杀北匈奴的呼衍王，安定了车师局势。
其后车师仍然存在了数百年。车师前国于北魏太平真君十一年（450年），被高昌的沮渠安周引柔然兵攻破而灭亡，王族逃入北魏。

## 车师王列表
车师前部国王（前71-508）
- 乌贵 	(4) 	庚戌 	前71
- 军宿 	(5) 	甲寅 	前67
- 尉卑大 	(36) 	庚寅 	90-126
- 弥窴 	(32) 	丙子 	376
- 车伊洛 	(44) 	戊申 	408
- 车歇 	(39) 	壬辰 	452
- 车伯生 	(17) 	辛未 	491

车师后部国王（前67-170）
- 兜莫 	(29) 	甲寅 	前67
- 姑句 	(40) 	癸未 	前38
- 须置离 	(8) 	壬戌 	2
- 狐兰支 	(62) 	庚午 	10
- 安得 	(22) 	壬申 	72
- 涿鞮 	(3) 	甲午 	94
- 农奇 	(24) 	丁酉 	97
- 军就 	(7) 	庚申 	120
- 加特奴 	(9) 	丙寅 	126
- 阿罗多 	(18) 	乙亥 	135
- 卑君 	(1) 	癸巳 	153
- 阿罗多 	(17) 	癸巳 	153

## 关連項目
- 烏孫
- 闐
- 焉耆
- 龟兹
- 康居
- 高昌
- 姑墨
- 西域都護府
- 莎車
- 疏勒国
- 大宛
- 大夏 (中亚古国)
- 大月氏
- 楼兰
- 西域

## 延伸阅读
[在维基数据编辑]